# Крижановский, Артур Викторович
Артур Викторович Крижановский (род. в 1958 году, Киевская область) — писатель, автор детективов, боевиков, триллеров, книг в жанре фантастики. Литературный псевдоним — Сергей Соболев.

## Биография
Артур Крижановский (литературный псевдоним — Сергей Соболев родился в Киевской области (Украина) 18 сентября 1958 года. После окончания школы учился в Ленинграде. По распределению попал в Литву, работал в системе Министерства морского флота СССР. В 1991 г. закончил Политологический институт в Ленинграде (Санкт-Петербург). С 1995 года занимается литературной деятельностью. Проживает в Литве.

## Экранизации
- Телесериал „ПЕРСОНА НОН ГРАТА“ (2005 год), 12 серий — снят по одноимённому роману.
- Телесериал „ЯНТАРНЫЙ БАРОН“ (2007 год), 12 серий — снят по романам „Кондор принимает вызов“ и Танго втроем».
- Телесериал «НАРКОТРАФИК» (2010 год), 24 серии — снят по мотивам романа «Танцы с волками».